# Stenen Molen (Schoten)
De Stenen Molen is een windmolenrestant in de Antwerpse plaats Schoten, gelegen aan de Theofiel Van Cauwenberghslei 18.
Deze ronde stenen molen van het type stellingmolen fungeerde als korenmolen.

## Geschiedenis
De molen werd gebouwd in 1902. In 1913 brak het wiekenkruis af, en de molen werd daarna nog gebruikt als mechanische maalderij. Later werd het een opslagplaats en uiteindelijk een woonhuis. De molen had oorspronkelijk een uitzonderlijke hoogte van 33 meter. Ook de stelling lag op aanzienlijke hoogte. De romp werd uiteindelijk ingekort tot deze stellinghoogte.
- Inventaris van het Bouwkundig Erfgoed (Vlaanderen): 14344